# Vera Caspary
Vera Louise Caspary (* 13. November 1899 in Chicago; † 13. Juni 1987 in New York City) war eine US-amerikanische Schriftstellerin (Romane, Theaterstücke, Kurzgeschichten) und Drehbuchautorin.

## Leben und Wirken
Als Nachfahre deutsch-russisch-jüdischer Einwanderer begann Vera Caspary ihre berufliche Laufbahn zum Ende des Ersten Weltkriegs als Stenografin. Es folgten weitere untergeordnete Bürojobs, ehe sie im Laufe der frühen 1920er Jahre zu schreiben begann. Sie belieferte mit ihren Geschichten eine Fülle von (überwiegend New Yorker) Publikationen, darunter das Finger Print Magazine und das Dance Lovers Magazine. Mit Ladies and Gents verfasste sie 1927 ihren ersten Roman, der jedoch erst 1929 publiziert wurde. Gegen Ende desselben Jahrzehnts hatte sich Caspary als Romancière durchgesetzt und verfasste mit Beginn der 1930er Jahre, zumeist in Zusammenarbeit mit einem Co-Autoren, auch Bühnenstücke. Oftmals standen in ihren Werken starke Frauen im Mittelpunkt des Geschehens, wie etwa die wenig skrupelbehafteten Titelfiguren in Laura und Bedelia, ihren bekanntesten Arbeiten. Neben ihrer schriftstellerischen Tätigkeit blieb Vera Caspary aber auch weiterhin dem tagtäglichen Zeitungsgeschäft treu und schrieb Beiträge für diverse Publikationen.
Zur selben Zeit, mit Beginn der 1930er Jahre, begann man sich auch in Hollywood für ihr schriftstellerisches Talent zu interessieren und kaufte die Verfilmungsrechte für eine Reihe ihrer Romane. Hin und wieder steuerte Vera Caspary auch die eine oder andere Storyidee bei, nur einmal (1935) war sie in diesem Jahrzehnt auch an einem Drehbuch beteiligt. Gegen Ende der 1930er Jahre begann sich die Schriftstellerin immer stärker für Politik zu interessieren und begeisterte sich rasch für den Kommunismus. Unter dem Pseudonym Lucy Sheridan wurde Vera Caspary schließlich Mitglied der Kommunistischen Partei der USA. Im Frühling 1939 stattete sie der Sowjetunion einen Besuch ab, um Anspruch mit Wirklichkeit zu vergleichen, und besuchte sowohl Leningrad als auch Moskau. Desillusioniert durch den Hitler-Stalin-Pakt nahm Vera Caspary allmählich schrittweise Abstand von ihrer Idealvorstellung eines humanen Kommunismus‘, auch wenn sie sich weiterhin für sozialistische Ideale in der Hollywood Anti-Nazi League for the Defense of American Democracy und der kommunistisch gesteuerten League of American Writers engagierte und sich an Crowdfundings für politisch Verfolgte beteiligte.
Zur selben Zeit, 1941 schrieb Vera Caspary ihren Roman Laura. Die spannende, düstere Kriminalgeschichte wurde 1943 veröffentlicht und im Jahr darauf von Otto Preminger unter demselben Titel kongenial verfilmt. Laura war sowohl ein enormer Kritiker- als auch Publikumserfolg und machte Vera Caspary schlagartig weltbekannt. Dennoch bekam sie, nicht zuletzt aufgrund ihrer kommunistischen Vergangenheit wie Gegenwart, nach dem Krieg erhebliche Probleme in den USA, nachdem Senator Joseph McCarthy und seine „Hexenjagd“ gegen jeden vermeintlichen oder auch echten Kommunisten die gesamte USA überzogen hatte. Casparys neuestes Werk Bedelia (1945) wurde nicht in Hollywood verfilmt, sondern von ihrem damaligen Lebensgefährten und späteren Ehemann (1948), dem in England ansässigen, österreichischen Filmverleiher und Filmproduzenten Isadore Goldsmith im darauf folgenden Winter in London umgesetzt. Goldsmith übersiedelte anschließend in die Vereinigten Staaten und realisierte mit seiner Lebensgefährtin/Ehefrau 1947 und 1950 zwei weitere Caspary-Werke, Out of the Blue und Three Husbands. Ebenfalls 1950 wurde sie, gemeinsam mit ihrem Co-Autor Joseph L. Mankiewicz, für ihr Drehbuch zu Ein Brief an drei Frauen mit dem Writers Guild of America Award ausgezeichnet.
Mit Beginn der 1950er Jahre wurde in Hollywood auch Vera Casparys politische Vergangenheit durchleuchtet. Immerhin geriet sie nicht auf die berüchtigte „Schwarze Liste“, die einem Arbeitsverbot im Filmgeschäft gleichgekommen wäre, jedoch auf deren Vorstufe, eine „Graue Liste“, die ihre Weiterbeschäftigung im amerikanischen Filmgeschäft deutlich erschwerte. Zwar wurde die Autorin nicht komplett boykottiert und konnte auch weiterhin Romane veröffentlichen, jedoch minimierten sich Casparys filmischen Beiträge nur noch auf Storyvorlagen. Als Drehbuchautorin wurde sie seit 1951 nicht mehr beschäftigt. In ihren letzten Lebensjahrzehnten wurde es sowohl still um sie als auch um Ehemann Goldsmith, der bereits 1964 verstarb. Zuletzt hatte die Schriftstellerin mit Krankheiten zu kämpfen. Sie starb 1987 an einem Schlaganfall.

## Werkverzeichnis

### Romane
- A Manual of Classic Dancing, 1922
- Ladies and Gents, 1929
- The White Girl, 1929
- Music in the Street, 1930
- Thicker than Water, 1932
- Laura, 1943
- Bedelia, 1945
- Stranger Than Truth, 1946
- The Murder in the Stork Club, 1946
- The Weeping And The Laughter, 1950
- Thelma, 1952
- False Face, 1954
- The Husband, 1957
- Evvie, 1960
- Bachelor in Paradise, 1961
- A Chosen Sparrow, 1964
- The Man Who Loved His Wife, 1966
- The Rosecrest Cell, 1967
- Final Portrait, 1971
- Ruth, 1972
- Dreamers, 1975
- Elizabeth X, 1978
- The Secrets of Grown-Ups, 1979

### Kurzgeschichten
- In Conference
- Marriage ’48
- Odd Thursday
- Out of the Blue
- Stranger in The House
- Stranger than Truth
- Suburbs

### Bühnenstücke
- Blind Mice (mit Winifred Lenihan), 1930
- Geraniums in My Window; a Comedy in Three Acts, (mit Samuel Ornitz), 1934
- June 13; a Mystery-Drama in Three Acts, (mit Frank Vreeland), 1940
- Wedding in Paris (mit Sonny Miller), 1956
- Laura (Adaption ihres Kriminalromans, mit George Sklar), 1947

### Drehbuchadaptionen nach ihren Buch- bzw. Theaterstückvorlagen (Auswahl)
- 1931: Working Girls (nach ihrem Bühnenstück Blind Mice)
- 1932: Der Abend des 13. Juni (The Night of June 13) (nach ihrer Kurzgeschichte Suburbs)
- 1934: Private Scandal (nach ihrer Kurzgeschichte In Conference)
- 1934: Such Women Are Dangerous (nach ihrer Kurzgeschichte Odd Thursday)
- 1937: Mein Leben in Luxus (Easy Living) (nur Storyvorlage)
- 1938: Scandal Street (nach ihrer Kurzgeschichte Suburbs)
- 1938: Service de Luxe (nur Storyvorlage)
- 1940: Sing, Dance, Plenty Hot (nur Storyvorlage)
- 1943: Lady Bodyguard (nur Storyvorlage)
- 1944: Laura (nach ihrem gleichnamigen Roman; auch TV-Adaptionen 1962 und 1968)
- 1953: Eine Chance für Suzy (Give a Girl a Break)  (nur Storyvorlage)
- 1953: Gardenia – Eine Frau will vergessen (The Blue Gardenia) (nur Storyvorlage)
- 1957: Die Girls (Les Girls) (nur Storyvorlage)
- 1961: Junggeselle im Paradies (Bachelor in Paradise) (nur Storyvorlage)

### Drehbücher
- 1935: I’ll Love You Always
- 1941: Lady from Louisiana
- 1946: Bedelia (nach der eigenen Romanvorlage)
- 1946: Claudia and David (Drehbuchadaptation)
- 1947: Out of the Blue (nach ihrer eigenen Kurzgeschichte)
- 1948: Ein Brief an drei Frauen (A Letter to Three Wives)
- 1950: Three Husbands
- 1951: I Can Get It for You Wholesale (Drehbuchadaptation)